# Festival en Othe
 (août 2012).
Si vous disposez d'ouvrages ou d'articles de référence ou si vous connaissez des sites web de qualité traitant du thème abordé ici, merci de compléter l'article en donnant les références utiles à sa vérifiabilité et en les liant à la section « Notes et références ».
Pour les articles homonymes, voir Othe (homonymie).
Le festival en Othe est un festival annuel de musique qui se déroule depuis 1991 sur le Pays d'Othe, un territoire qui s'étend entre les villes de Troyes, Sens et Auxerre. 

## Présentation
Depuis 1991, cette manifestation propose chaque soir dans une commune différente du Pays d'Othe dans (l'Aube et l'Yonne) et le Pays d'Armance, un large choix de spectacles. Par exemple, se sont produits des artistes connus et de jeunes groupes : Jacques Higelin, Moriarty, Emir Kusturica and the No Smoking Orchestra, Thomas Fersen, Diam's, Birdy Nam Nam, Yuri Buenaventura, Camille Bazbaz, Bénabar, Dobacaracol, Tryo , etc.
Le festival se déroule chaque année de mi-juin à fin juillet autour de trois étapes :
- Le Cabaret Itinérant
- Les Jours « Maboul »
- Festi’coccinelle

## Historique
L'aventure a commencé en 1991, sous l'impulsion de membres du groupe Les Octaves, dont Michel Joubert, qui prendra une part importante dans l'organisation de ce festival, année après année. Ce groupe vocal professionnel installé à Auxon, avec plus de 4 000 concerts à son actif, va, entouré bientôt de toute une équipe, donner pour but au festival la mise en place d'un projet culturel et de diffusion musicale en secteur rural. Le Cabaret itinérant a vu le jour en sillonnant les villes et villages de cet arrière-pays. Chaque soir, un artiste et un lieu différent se rencontrent pour créer un événement artistique (musique et théâtre principalement). 
En 2004, avec Fabienne Barthélémy ont été développés « Les Jours Maboul » autour d’artistes en découverte et de « têtes d’affiches » sur le site du parc des Fontaines à Aix-en-Othe (10160). Ce nouveau volet du festival, accompagné d'un 'village associatif' a permis le doublement de fréquentation du public[réf. nécessaire]. Le premier artiste à avoir permis cet événement est Mano Solo qui a accepté le pari de la culture en campagne après une résidence au Chaudron, studios et salle de diffusion musicale qui sert de siège social à l'association.
Durant l'année 2005, le festival a connu un essor au niveau de sa fréquentation.
Depuis 2006, le festival propose des rendez-vous en direction des enfants : le Festi'Coccinelle.
2010 a été une année record pour la fréquentation avec plus de 10 000 -personnes accueillies sur l'ensemble de la manifestation[réf. souhaitée].
Depuis 2012, le festival est plus axé sur les découvertes et voit l'installation d'un « Magic Mirrors » pour les festivaliers. Le Tremplin de Musiques Actuelles du Festival en Othe a fait son retour, le gagnant de l'année 2012 est Joli Falzar.
En 2012 également, avec l'arrivée de Pierre Dieudé, le Chaudron a encore étendu son activité en saison (résidences, stages, réunions...) notamment la diffusion d'artistes de la région.
En 2016, comme pour les années précédentes, à côté du volet découverte, le festival accueille aussi quelques têtes d'affiches, notamment La rue kétanou, La Yegros, Boulevard des airs...
Malgré une programmation ambitieuse et de qualité, le festival rencontre quelques difficultés en 2017 puis un regain profitable en 2019 avant d'être touché comme tous les festivals par la crise du COVID. 
En 2020 l'association croise le chemin d'Emilien Coursimault un jeune organisateur de concerts de l'Yonne désireux de proposer au festival son énergie et sa passion. Ainsi né une nouvelle dynamique notamment avec un changement graphique et le regroupement des entités du festival sous un nom unique "Othe-Armance festival".
Ce nouveau concept rencontrera son premier succès en 2021 avec un festival quasiment complet a chacun de ses rendez vous (sous jauge COVID), succès qui permet l'arrivée de nouveaux membres au sein de l'équipe de l'association avec notamment Aurélie qui mettra en place de nombreuses activités en lien avec des actions sociales et le développement des pratiques artistiques du territoire.
Fort de sa dynamique, en 2022 le festival comptabilise 16 journées de concerts avec l'arrivée notamment de nouvelles communes et d'une affluence historique de 10 000 spectateurs.
La fin de l'année 2022 verra naître une nouvelle direction en trinôme avec Fabian Chappuis, Aurélie Voong et Emilien Coursimault, saluant le départ à la retraite de Michel Joubert, créateur du festival pour un repos bien mérité après 32 éditions.

## Invités
| Édition | Artistes présents |
| ------- | --- |
| 2017    | Arcadian - Keny Arkana - Soan - Trust - Gauvain Sers - Henri Dès |
| 2016    | La Rue Ketanou - La Yegros - Salut c'est cool - Boulevard des airs - Naive New Beaters - Organic Bananas - Celkilt - Pitt poule - Les ramoneurs de menhirs - Cadavreski - La gapette - Bei-jing - Jeremy Nattagh - Labelle - Llink clock - The farfadets - Police on TV |
| 2015    | Fréro Delavega - Ben l'Oncle Soul |
| 2014    | Lily Cros/Thierry Chazelle - Toninho Almeida - Le vol des Anges (Cordis et Organo) - Fills Monkey - Les Polis sont acoustiques - Les Zim'Probables - Maya Kamaty - Cabaret Devos - Joly Falzar, Cat's & Trees - Aldebert - Soul Béton - The wolf under the moon - Ti'Bal - Nosfell - Sergent Garcia - Rona Hartner & DJ Tagada - Elmer Food Beat - Lupins - Hilight Tribe - Ya-Ourt - Higt Medication - Johny Mafia - Toubab Mandingue - Faya Band Crew - Feufollets... |
| 2013    | Pierpoljak, Airnadette, GiedRé, Nadéah, The Popopopops, Hyphen Hyphen, Kacem Wapalek, Les Gars dans l'Coin, June & The Soul Robbers, Dove |
| 2012    | Zebda, Les Fatals Picards, Asaf Avidan, Boulevard des Airs, Oldelaf, Zoufris Maracas, Hyphen Hyphen, Ladylike Dragons |
| 2011    | Stromae, Nina Hagen, Pierre Perret, Les Tambours du Bronx, The Shoes, Mademoiselle K, As de Trêfle |
| 2010    | Cœur de pirate, Izia, Pigalle, Le Peuple de l'Herbe, Le Bal des Enragés, Raoul Petite... |
| 2009    | Yuri Buenaventura, Beat Torrent, La Phaze, Bumcello, La Ruda, DJ Zebra, Grace... |
| 2008    | Sinsémilia, Moriarty, Carmen Maria Vega, Toure Kunda, Eric Toulis... |
| 2007    | Samarabalouf, Bratsch, Hocus Pocus, Toma Sidibe... |
| 2006    | Thomas Fersen, Mon côté punk, Les Hurlements D'Leo, Birdy Nam Nam, Diam's, Gotan Project, Jamait... |
| 2005    | Anaïs, Les Fils de Teuhpu, Higelin, Emir Kusturica & The No Smoking Orchestra, Bazbaz, Les Fatals Picards... |
| 2004    | Mano Solo, Tri Yann, Marcel et son Orchestre... |